# マイリトルシェフ
マイリトルシェフは、TBS系列で2002年7月10日から9月11日の水曜22時から放送された矢田亜希子の連続ドラマ初主演作のテレビドラマ。

## あらすじ
いまは亡き天才シェフを父親にもつ鴨沢瀬理は、父親の夢を実現するために妹の鴨沢名津菜と上京することになった。
しかし、働くはずだったフレンチ・レストランは既に人手に渡っていた。

## キャスト

### Petit Étoile（プティ・エトワール）
鴨沢瀬理（25）
演 - 矢田亜希子
主人公。伝説のシェフだった晋一の娘。食べる相手のことがわからないと料理が作れないという極度の人見知り。健作に実力を買われてPetit Étoileのシェフとなるが、開店当初は人見知りが災いし大失敗を犯す。しかし、かつて父の料理を食べたカルロス小泉に「客と話をすりゃええじゃないか」とアドバイスを受け開眼する。
橘健作（38）
演 - 阿部寛
オーナー兼ディレクトール。Étoile（エトワール）をクビ同然に辞めた後、瀬理の腕を見込んで、土地建物を抵当に入れてPetit Étoileを開業する。
鴨沢名津菜（18）
演 - 上戸彩
瀬理の腹違いの妹。人見知りの激しい姉を心配し、一緒に上京。Petit Étoileでギャルソニエ（ウェイトレス）として働く。
藤堂平助（38）
演 - 梶原善
スーシェフ（二番手シェフ）。健作の同級生。
匂坂太一（21）
演 - 内田朝陽
コミ・ド・キュイジニエ（アシスタント）。有名レストラン「エリーゼ」の跡取り息子で、健作が頼まれてやむなく採用した。

### その他
鴨沢晋一
演 - 羽場裕一
瀬理、名津菜の父。故人。元Étoileの伝説のフレンチシェフだったが、突如辞め、那須で自然食レストランを開業し1年で倒産。その後老人ホームの料理人をしていたが、若くしてこの世を去る。
鴨沢多美子（45）
演 - 市毛良枝
晋一の後妻。名津菜の実母、瀬理の継母。老人ホームに住み込みで勤める。
上畑耕太郎（27）
演 - 永井大
老人ホーム近所のオーガニック野菜農家の甥。前年、東京から那須に移住した。無口な性格。
橘健蔵（55）
演 - 風間杜夫
健作の兄。元Étoileシェフだったが、味覚障害になり失踪、那須の瀬理の家に居候する。
須磨絹子（25）
演 - 曲山えり
料理記者。
土方さな子（53）
演 - 高橋惠子
瀬理の実母。東京を引き払った晋一と離婚、現在はパリ在住。Étoileを買収したオーナー。

### ゲスト
カルロス小泉
演 - 谷啓（第2話）
日系ブラジル人3世。22年前、自殺寸前の時に晋一の料理を食べ立ち直り、ブラジルでコーヒー農園とホテル経営で財を成した、世界的なグルメ。晋一のレストランを探している時に偶然会った瀬理のレストランを訪れる。
安倍真理子
演 - 石田ゆり子（第3話）
結婚前に以前付き合っていた真人を呼び出し、Petit Étoileで食事をする。
安達真人
演 - 細川茂樹（第3話）
真理子に呼び出された元彼。好き嫌いを聞かれ、一旦「特にない」と答えながらも、実はかなりの偏食で、瀬理に嫌いな食材を使った料理を出され怒る。
絵島亜紀
演 - 山口紗弥加（第4話）
自分の父に婚約者を紹介するためにPetit Étoileを訪れる。
絵島修次
演 - 西村雅彦（第4話）
亜紀の父。
高森義明
演 - 大高洋夫（第4話）
亜紀の婚約者。研究所勤務。亜紀の父より年上。
伊藤明文
演 - 佐野史郎（第5話）
15年前に健作、健蔵とパリでレストランを開業していたが仲違いし現在はライバル。さな子にÉtoileの新オーナーとして雇われる。
永原鈴子
演 - 加藤あい（第6話）
パリでの修業を目指す元パティシエ。平助が失踪した時に健介が臨時のアシスタントとして雇った。
永原美奈子
演 - 音無美紀子（第6話）
鈴子の母。かつて料理の道を志した事があった。
久坂美弥子
演 - 李麗仙（第7話）
「那須の森ケアハウス」の新入居者。他の入居者と馴染む事がなかったが、瀬理が開いたバーベキューをきっかけに打ち解ける。
さな子の秘書
演 - 斉木のか（第7話）
青木直人
演 - 島田智之介（第8話）
両親のためにPetit Étoileに予約を入れた小学生。
青木周平
演 - 別所哲也（第8話）
直人の父。
青木藤子
演 - 大塚寧々（第8話）
直人の母。
前田
演 - 金田明夫（第9話）
健作にPetit Etoileの開店資金を融資した銀行の銀行員。
匂坂
演 - 藤田宗久（第9話）
太一の父。
老紳士
演 - 服部幸應（最終回）
老婦人
演 - 安藤和津（最終回）

## スタッフ
- 脚本：源孝志、後藤法子
- 演出：源孝志、山本和夫、樹木まさひこ
- プロデュース：鈴木基之、川島永次、梶野祐司
- 料理・ソムリエ監修：佐藤陽一
- フードコーディネート：里見陽子
- シェフ技術指導：ベルナール・ギロダン
- シェフ技術指導協力：ル・コルドン・ブルー東京校
- スタイリスト：扇子大介
- 製作：ホリプロ、TBS

## 主題歌
- 「Voyage」 浜崎あゆみ（この曲で第44回日本レコード大賞を受賞）

エンディングで流れる同曲のサビ部分で、背景映像として、矢田亜希子、阿部寛、上戸彩各人の表情のアップの後方に、その回のメインディッシュを実際にフレンチシェフが料理する様子が最終話以外、毎回流された。

## サブタイトル
- 第1話 「癒やしのレストラン本日誕生」
- 第2話 「絶品!いのちの冷製スープ」
- 第3話 「結婚前夜!略奪愛のディナー」
- 第4話 「究極のウニが許した娘の結婚」
- 第5話 「究極のアワビvs史上最悪の客」
- 第6話 「母と娘…和解の桃&クレープ」
- 第7話 「母との再会!?逆転のパエリア」
- 第8話 「夫婦の危機に魔法のリゾット」
- 第9話 「ついに閉店!最後で最高の10日間…」
- 第10話 「お母さんありがとう 父と娘…最後の料理」

## キャスト名について
幕末の人物からとられたと思われる役名が散見される。
- 鴨沢瀬理 - 新選組元局長芹沢鴨の逆さ読み。
- 藤堂平助 - 新選組八番隊組長藤堂平助と全く同じ。
- 土方さな子 - 新選組副長土方歳三と名字が同じ、千葉道場の娘さな子と下の名前が同じ。
- 久坂美弥子 - 久坂玄瑞と名字が同じ。
- 青木周平 - 新選組隊士近藤周平（近藤勇養子）と下の名前が同じ。

## ノベライズ
学習研究社より2002年9月にノベライズ版が発行された。